# ادجیله
ادجیله  یک منطقهٔ مسکونی در الجزایر است که در ان امیناس واقع شده‌است.
 ادجیله   ۴۸۷ متر بالاتر از سطح دریا واقع شده‌است.